# لوري وولف
لوري وولف (بالإنجليزية: Laurie Wolf)‏ هي كاتِبة أمريكية، ولدت في 1956 في نيويورك في الولايات المتحدة.

## وصلات خارجية
- الموقع الرسمي